# Quadriband
Il quadriband è un dispositivo GSM capace di operare sia sulle gamme di frequenza 900/1800 MHz (in uso principalmente in Europa, Asia e Africa), sia in quelle 850/1900 MHz in uso principalmente nelle Americhe.

## Nazioni interessate
Il sistema 1900 denominato PCS (Personal Communication System) è presente in queste nazioni, la maggior parte delle quali del continente americano: Antigua e Barbuda, Antille Olandesi, Argentina, Bahamas, Barbados, Barbuda, Belize, Bolivia, Canada, Caraibi, Cayman, Cile, Colombia,  Ecuador,  El Salvador, Giamaica, Grenada, Guatemala, Honduras, Isole Bermuda, Isole Vergini, Messico, Nicaragua, Paraguay, Perù, Porto Rico, Repubblica Dominicana, USA, Venezuela.
Poiché il ricevitore del terminale mobile non può scansionare le quattro bande contemporaneamente, è necessario effettuare la registrazione della SIM (con uno spegnimento/riaccensione del terminale mobile) nel momento in cui si arriva nell'area di copertura della nuova rete. Questa operazione è automatica al momento della discesa da un aereo (in quanto il terminale va tenuto spento durante il volo) mentre va eseguita manualmente in tutti gli altri casi.

## In Italia
Da considerare che in Italia, dove esistono le due frequenze 900 e 1800 MHz, esse sono viste dal terminale come due reti distinte. Esiste la possibilità di transitare automaticamente da una all'altra se il gestore prevede questa possibilità. Ad esempio, alcuni gestori usano la rete GSM 900 come rete di copertura quando il terminale è in stand-by, facendo spostare l'utente nella rete 1800 quando questi inizia una conversazione. L'utente si può accorgere di questo dall'osservazione dell'intensità del segnale (le tacche del telefonino) che possono variare notevolmente, a parità di posizione geografica, se il terminale è in stand-by o in conversazione.